# Glen Kamara
Glen Kamara (Tampere, 28 oktober 1995) is een Fins voetballer die doorgaans als centrale middenvelder speelt.  Hij verruilde Dundee FC in januari 2019 voor Rangers FC. Kamara debuteerde in 2017 in het Fins voetbalelftal.

## Clubcarrière
Kamara speelde in zijn jeugd bij Finse clubs tot hij in 2011 werd opgenomen in de jeugdopleiding van Southend United. Die verruilde hij een jaar later voor die van Arsenal. Hij mocht in december 2014 een keer op de bank zitten tijdens een wedstrijd in de UEFA Champions League uit bij Galatasaray en maakte op 27 oktober 2015 zijn daadwerkelijke debuut voor de Engelse club. Coach Arsène Wenger bracht hem die dag in de 60e minuut in voor Krystian Bielik in een met 3–0 verloren wedstrijd in de League Cup uit bij Sheffield Wednesday.  Dat bleef zijn enige wedstrijd voor Arsenal.
Arsenal verhuurde Kamara in januari 2016 voor een halfjaar aan Southend United en in augustus 2016 voor vier maanden aan Colchester United. Hiermee speelde hij in de League One en League Two. Kamara tekende in juli 2017 transfervrij bij Dundee FC. Hier maakte coach Neil McCann een basisspeler van hem. Kamara stond in het seizoen 2017/18 in op een na alle speelronden in de Scottish Premiership aan de aftrap. Die lijn trok hij door in de eerste helft van 2018/19.
Kamara tekende in januari 2019 tot medio 2023 bij Rangers FC. Hiervoor scoorde hij op 27 februari 2019 voor het eerst in zijn profcarrière in competitieverband. Hij bracht Rangers die dag op 1–0 in een met 4–0 gewonnen wedstrijd thuis tegen zijn oude team Dundee.

## Interlandcarrière
Kamara kwam uit voor alle Finse nationale jeugdelftallen vanaf Finland –18. Hij debuteerde op 9 november 2017 in het Fins voetbalelftal, in een met 3–0 gewonnen oefeninterland thuis tegen Estland. Bondscoach Markku Kanerva liet hem de hele wedstrijd spelen. Kamara maakte op 15 oktober 2018 zijn eerste doelpunt voor de nationale ploeg. Hij bepaalde de eindstand die dag op 2–0 in een wedstrijd in de UEFA Nations League 2018/19 thuis tegen Griekenland. Kamara kwalificeerde zich in 2019 met zijn landgenoten voor het EK 2020, het eerste eindtoernooi waarvoor Finland zich ooit plaatste. Hij stond in alle tien de wedstrijden van de Finnen in de kwalificatiereeks in de basis.